# Ксенон
| 54         | Ксенон |
| Xe131,293  |        |
| 4d105s25p6 |        |

Ксено́н (химический символ — Xe, от лат. Xenon) — химический элемент 18-й группы (по устаревшей классификации — главной подгруппы восьмой группы, VIIIA) пятого периода периодической системы химических элементов Д. И. Менделеева с атомным номером 54.
Простое вещество ксенон — это тяжёлый благородный одноатомный газ без цвета, вкуса и запаха.

## История
Ксенон был обнаружен как небольшая примесь к криптону. За открытие инертных газов (в частности ксенона) и определение их места в периодической таблице Менделеева Рамзай получил в 1904 году Нобелевскую премию по химии.

### Происхождение названия
Рамзай предложил в качестве названия элемента древнегреческое слово ξένον, которое является формой среднего рода единственного числа от прилагательного ξένος «чужой, странный». Название связано с тем, что ксенон был обнаружен как примесь к криптону, и с тем, что его доля в атмосферном воздухе чрезвычайно мала.

## Распространённость
Ксенон — весьма редкий элемент. При нормальных условиях в кубометре воздуха содержится 0,086—0,087 см3 ксенона.

### ВСолнечной системе
Ксенон относительно редок в атмосфере Солнца, на Земле, в составе астероидов и комет. Концентрация ксенона в атмосфере Марса аналогична земной: 0,08 миллионной доли, хотя содержание изотопа 129Xe на Марсе выше, чем на Земле или Солнце. Поскольку данный изотоп образуется в процессе радиоактивного распада, полученные данные могут свидетельствовать о потере Марсом первичной атмосферы, возможно, в течение первых 100 миллионов лет после формирования планеты. В атмосфере Юпитера, напротив, концентрация ксенона необычно высока — почти в два раза выше, чем в фотосфере Солнца.

### Земная кора
Ксенон содержится в земной атмосфере в крайне незначительных количествах, 0,087 ± 0,001 миллионной доли по объёму (мкл/л), или 1 часть на 11,5 млн. Он также встречается в газах, выделяемых водами некоторых минеральных источников. Некоторые радиоактивные изотопы ксенона, например 133Xe и 135Xe, получаются в результате нейтронного облучения ядерного топлива в реакторах.

## Определение
Качественно ксенон обнаруживают с помощью эмиссионной спектроскопии (характеристические линии с длиной волны 467,13 нм и 462,43 нм). Количественно его определяют масс-спектрометрически, хроматографически, а также методами абсорбционного анализа.

## Физические свойства

Гранецентрированная кубическая структура ксенона; a = 0,6197 нм

Полная электронная конфигурация атома ксенона: 1s22s22p63s23p63d104s24p64d105s25p6.
При нормальном давлении температура плавления 161,40 К (−111,75 °C), температура кипения 165,051 К (−108,099 °C). Молярная энтальпия плавления 2,3 кДж/моль, молярная энтальпия испарения 12,7 кДж/моль, стандартная молярная энтропия 169,57 Дж/(моль·К).
Плотность в газообразном состоянии при стандартных условиях (0 °C, 100 кПа) 5,894 г/л (кг/м³), в 4,9 раза тяжелее воздуха. Плотность жидкого ксенона при температуре кипения 2,942 г/см³. Плотность твёрдого ксенона 2,7 г/см³ (при 133 К), он образует кристаллы кубической сингонии (гранецентрированная решётка), пространственная группа Fm3m, параметры ячейки a = 0,6197 нм, Z = 4.
Критическая температура ксенона 289,74 К (+16,59 °C), критическое давление 5,84 МПа, критическая плотность 1,099 г/см³.
Тройная точка: температура 161,36 К (−111,79 °C), давление 81,7 кПа, плотность 3,540 г/см³.
В электрическом разряде светится синим цветом (462 и 467 нм). Жидкий ксенон является сцинтиллятором.

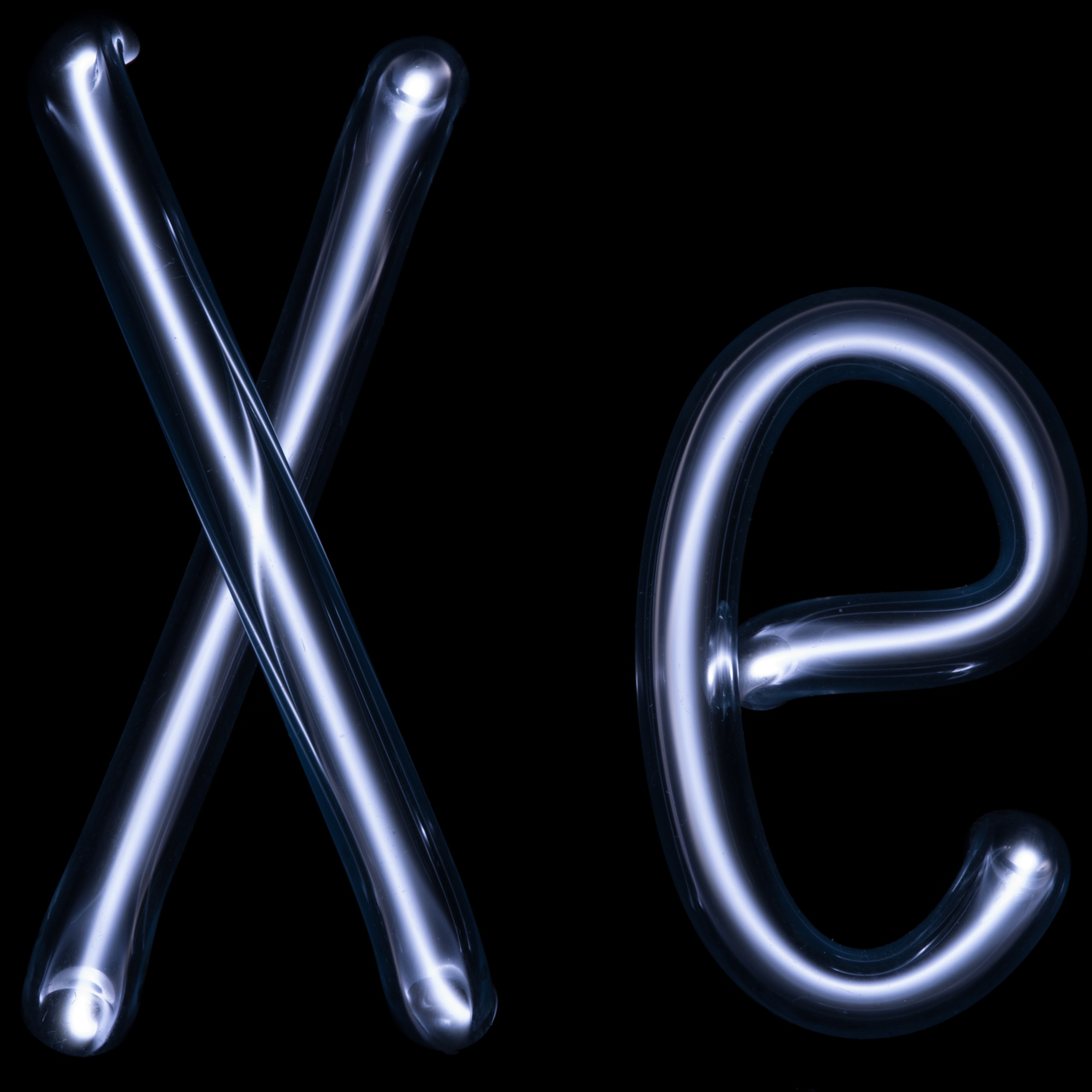
Заполненная ксеноном газоразрядная трубка

Слабо растворим в воде (0,242 л/кг при 0 °C, 0,097 л/кг при +25 °C).
При стандартных условиях (273 К, 100 кПа): теплопроводность 5,4 мВт/(м·К), динамическая вязкость 21 мкПа·с, коэффициент самодиффузии 4,8·10−6 м2/с, коэффициент сжимаемости 0,9950, молярная теплоёмкость при постоянном давлении 20,79 Дж/(моль·К).
Ксенон диамагнитен, его магнитная восприимчивость −4,3·10−5. Поляризуемость 4,0·10−3 нм³. Энергия ионизации 12,1298 эВ.

## Химические свойства
Ксенон стал первым инертным газом, для которого были получены настоящие химические соединения. Примерами соединений могут быть дифторид ксенона, тетрафторид ксенона, гексафторид ксенона, триоксид ксенона, ксеноновая кислота и другие.
Первое соединение ксенона было получено Нилом Бартлеттом реакцией ксенона с гексафторидом платины в 1962 году. В течение двух лет после этого события было получено уже несколько десятков соединений, в том числе фториды, которые являются исходными веществами для синтеза всех остальных производных ксенона.
В настоящее время[когда?] описаны сотни соединений ксенона: фториды ксенона и их различные комплексы, оксиды, оксифториды ксенона, малоустойчивые ковалентные производные кислот, соединения со связями Xe—N, ксенонорганические соединения. Относительно недавно[когда?] был получен комплекс на основе золота, в котором ксенон является лигандом. Существование ранее описанных относительно стабильных хлоридов ксенона не подтвердилось (позже были описаны эксимерные хлориды с ксеноном).

### Фториды ксенона
Фториды ксенона были одними из первых полученных соединений ксенона. Они были получены уже в 1962 году, сразу после установления возможности химических реакций для благородных газов. Фториды ксенона служат в качестве исходных веществ для получения всех остальных ковалентных соединений ксенона. Известны дифторид ксенона, тетрафторид ксенона, гексафторид ксенона и большое число их комплексов (преимущественно с фторированными кислотами Льюиса). Сообщение о синтезе октафторида ксенона не было подтверждено более поздними исследованиями.
- Реакции со фтором[15]:

{\displaystyle {\mathsf {Xe+F_{2}\rightarrow XeF_{2}}}} при комнатной температуре и УФ-облучении или при 300—500 °C под давлением;
{\displaystyle {\mathsf {Xe+2F_{2}\rightarrow XeF_{4}}}} при 400 °C под давлением; примеси XeF2, XeF6;
{\displaystyle {\mathsf {Xe+3F_{2}\rightarrow XeF_{6}}}} при 300 °C под давлением; примесь XeF4.

### Оксиды и кислоты ксенона
Оксид ксенона(VI) впервые был получен осторожным гидролизом тетрафторида ксенона и гексафторида ксенона. В сухом виде он чрезвычайно взрывоопасен. В водном растворе является очень сильным окислителем и образует слабую ксенонистую кислоту, которая при подщелачивании легко диспропорционирует с образованием солей ксеноновой кислоты (перксенатов) и газообразного ксенона.
При подкислении водных растворов перксенатов образуется жёлтый летучий взрывчатый тетраоксид ксенона.

### Ксенонорганические соединения
Первые стабильные ксенонорганические соединения были получены в 1988 году реакцией дифторида ксенона с перфторарилборанами. Гексафторарсенат(V) пентафторфенилксенона(II) (C6F5Xe)[AsF6] необычайно стабилен, плавится почти без разложения при 102 °С и используется как исходное соединение для синтеза других ксенонорганических соединений.

## Изотопы ксенона
Известны изотопы ксенона с массовыми числами от 108 до 147 (количество протонов 54, нейтронов от 54 до 93), и 12 ядерных изомеров.
9 изотопов встречаются в природе. Из них стабильными являются семь: 126Xe, 128Xe, 129Xe, 130Xe, 131Xe, 132Xe, 134Xe. Ещё два изотопа (124Xe, T1/2 = 1,8·1022 лет и 136Xe, T1/2 = 2,165·1021 лет) имеют огромные периоды полураспада, на много порядков больше возраста Вселенной (~1,4·1010 лет).
Остальные изотопы искусственные, самые долгоживущие из них 127Xe (период полураспада 36,345 суток) и 133Xe (5,2475 суток), период полураспада остальных изотопов не превышает 20 часов.
Среди ядерных изомеров наиболее стабильны 131mXe с периодом полураспада 11,84 суток, 129mXe (8,88 суток) и 133mXe (2,19 суток).
Изотоп ксенона с массовым числом 135 (период полураспада 9,14 часа) имеет максимальное сечение захвата тепловых нейтронов среди всех известных веществ — примерно 3 миллиона барн для энергии 0,069 эВ, его накопление в ядерных реакторах в результате цепочки β-распадов ядер теллура-135 и иода-135 приводит к эффекту так называемого отравления ксеноном (см. также Иодная яма).

## Получение
Ксенон получают как побочный продукт производства жидкого кислорода на металлургических предприятиях.
В промышленности ксенон получают как побочный продукт разделения воздуха на кислород и азот. После такого разделения, которое обычно проводится методом ректификации, получившийся жидкий кислород содержит небольшие количества криптона и ксенона. Дальнейшая ректификация обогащает жидкий кислород до содержания 0,1—0,2 % криптоно-ксеноновой смеси, которая отделяется адсорбированием на силикагель или дистилляцией. В дальнейшем ксеноно-криптоновый концентрат может быть разделён дистилляцией на криптон и ксенон, подробнее см. «Получение».
Из-за своей малой распространённости ксенон гораздо дороже более лёгких инертных газов. В 2009 году цена ксенона составляла около 20 евро за литр газообразного вещества при стандартном давлении.

## Применение

Ксеноновая лампа-вспышка

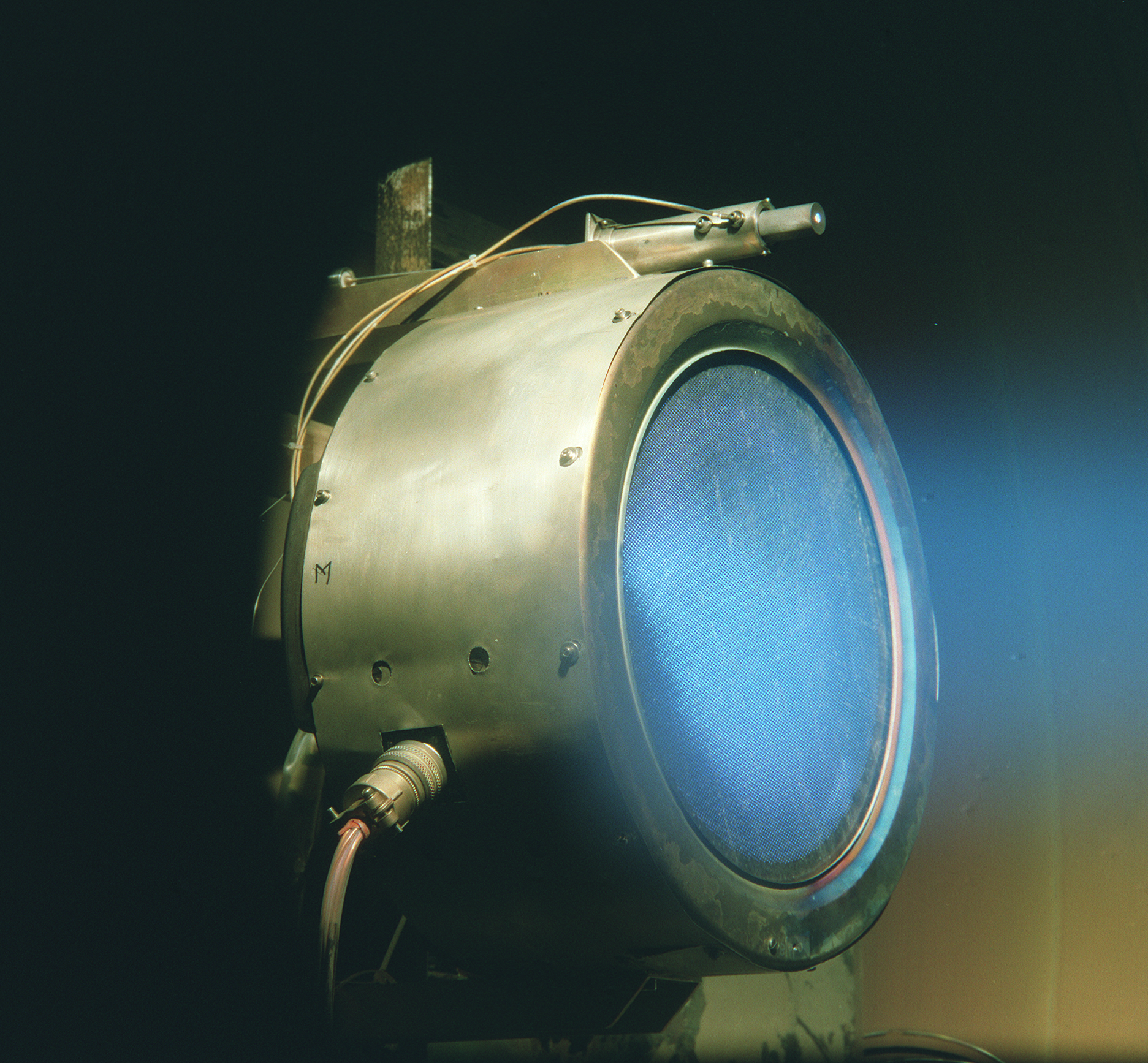
Прототип ионного двигателя на ксеноне

Несмотря на высокую стоимость, ксенон незаменим в ряде случаев:
- Ксенон используют для наполнения ламп накаливания, мощных газоразрядных и импульсных источников света (высокая атомная масса газа в колбах ламп препятствует испарению вольфрама с поверхности нити накаливания).
- Радиоактивные изотопы (127Xe, 133Xe, 137Xe и др.) применяют в качестве источников излучения в радиографии и для диагностики в медицине, для обнаружения течи в вакуумных установках.
- Фториды ксенона используют для пассивации металлов.
- Ксенон как в чистом виде, так и с небольшой добавкой паров цезия-133, является высокоэффективным рабочим телом для электрореактивных (главным образом — ионных и плазменных) двигателей космических аппаратов. В 2020 году Роскосмос заявил о начале строительства космического аппарата «Нуклон» с ядерной силовой установкой. Ксенон будет использоваться в качестве рабочего тела реактивного двигателя.
- В конце XX века был разработан метод применения ксенона в качестве средства для наркоза и обезболивания. Первые диссертации о технике ксенонового наркоза появились в России в 1993 году. В 1999 году ксенон был разрешён к медицинскому применению в качестве средства для ингаляционного наркоза[19].
- В наши дни[уточнить] ксенон проходит апробацию в лечении зависимых состояний[20].
- Жидкий ксенон иногда используется как рабочая среда лазеров[21].
- Фториды и оксиды ксенона предложены в качестве мощнейших окислителей ракетного топлива, а также в качестве компонентов газовых смесей для лазеров.
- В изотопе 129Xe возможно поляризовать значительную часть ядерных спинов для создания состояния с сонаправленными спинами — состояния, называемого гиперполяризацией.
- Ксенон используется для наполнения ячейки Голея в детекторах терагерцевого излучения[22].
- Для транспортировки фтора, проявляющего сильные окисляющие свойства.

## Ксенон как допинг
- В 2014 году Всемирное антидопинговое агентство приравняло ингаляции ксенона к применению допинга[23][24].

## Биологическая роль
- Газ ксенон нетоксичен, но способен вызвать наркоз (по физическому механизму), а в больших концентрациях (более 80 %) вызывает асфиксию.
- Заполнение ксеноном лёгких и выдыхание при разговоре приводит к значительному понижению тембра голоса (эффект, обратный эффекту гелия).
- Фториды ксенона ядовиты, ПДК в воздухе — 0,05 мг/м³.

## Галерея

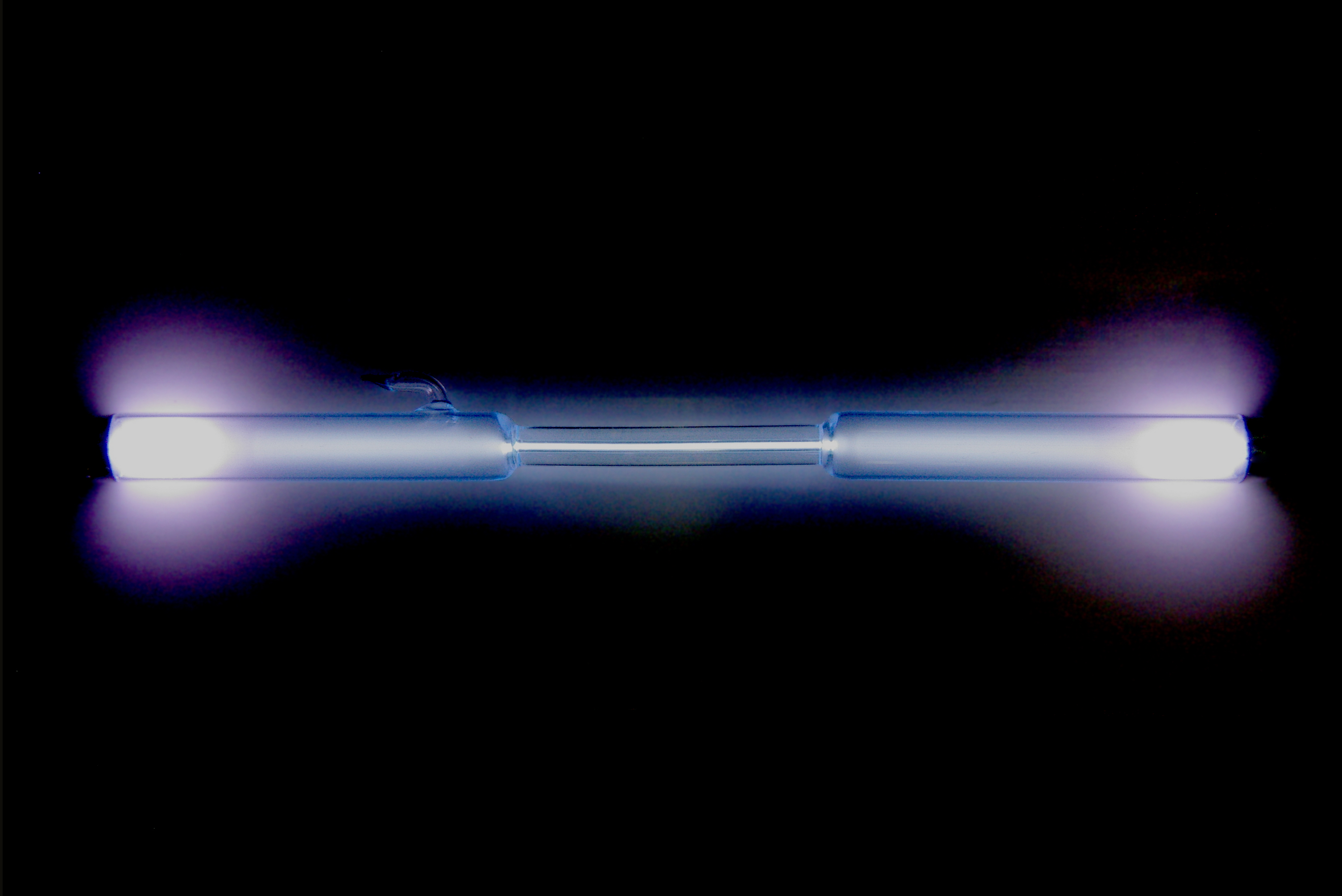
Свечение газоразрядной трубки с ксеноном.
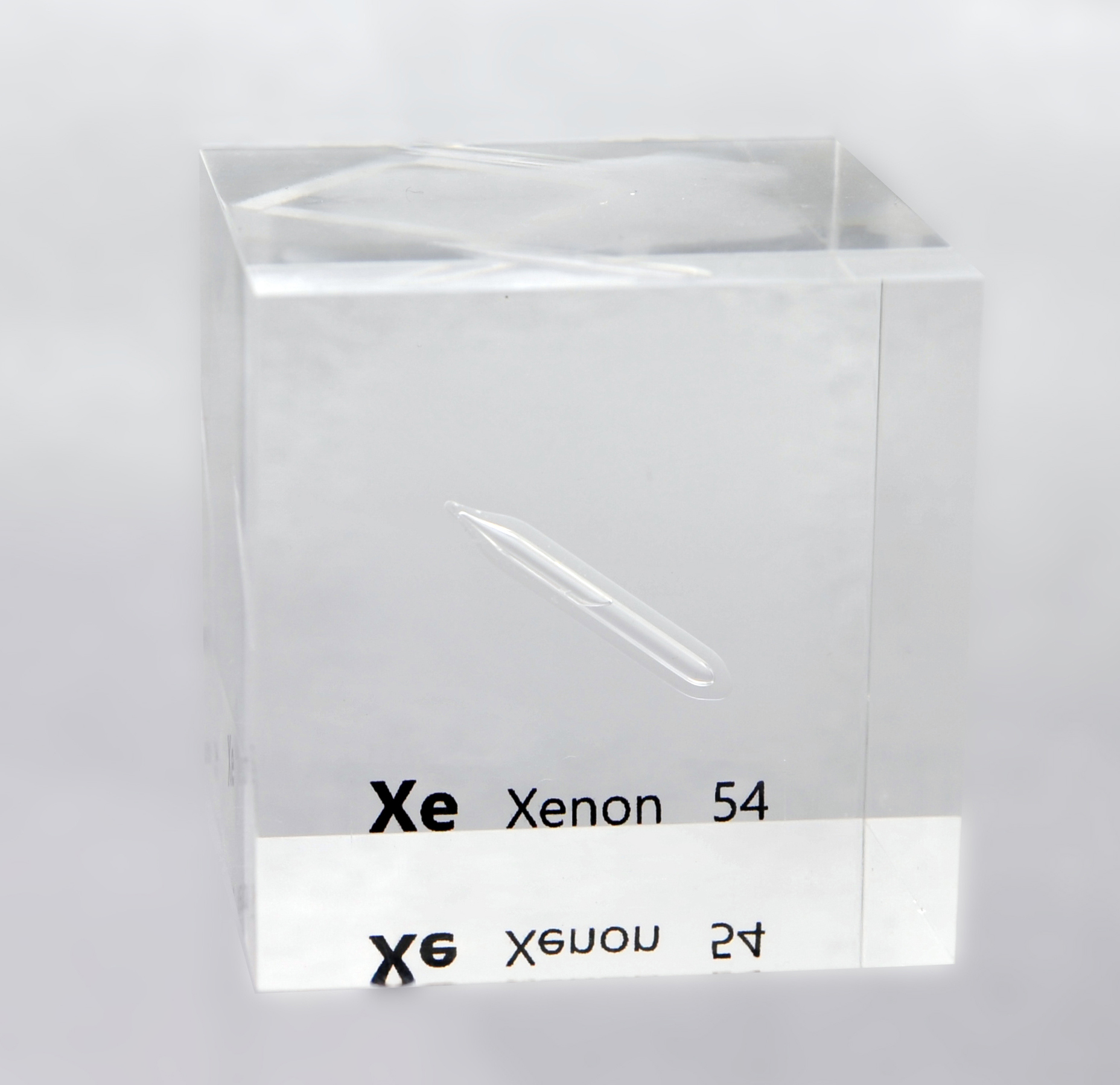
Акриловый куб, специально подготовленный для сборщиков элементов, содержащих сжиженный ксенон.
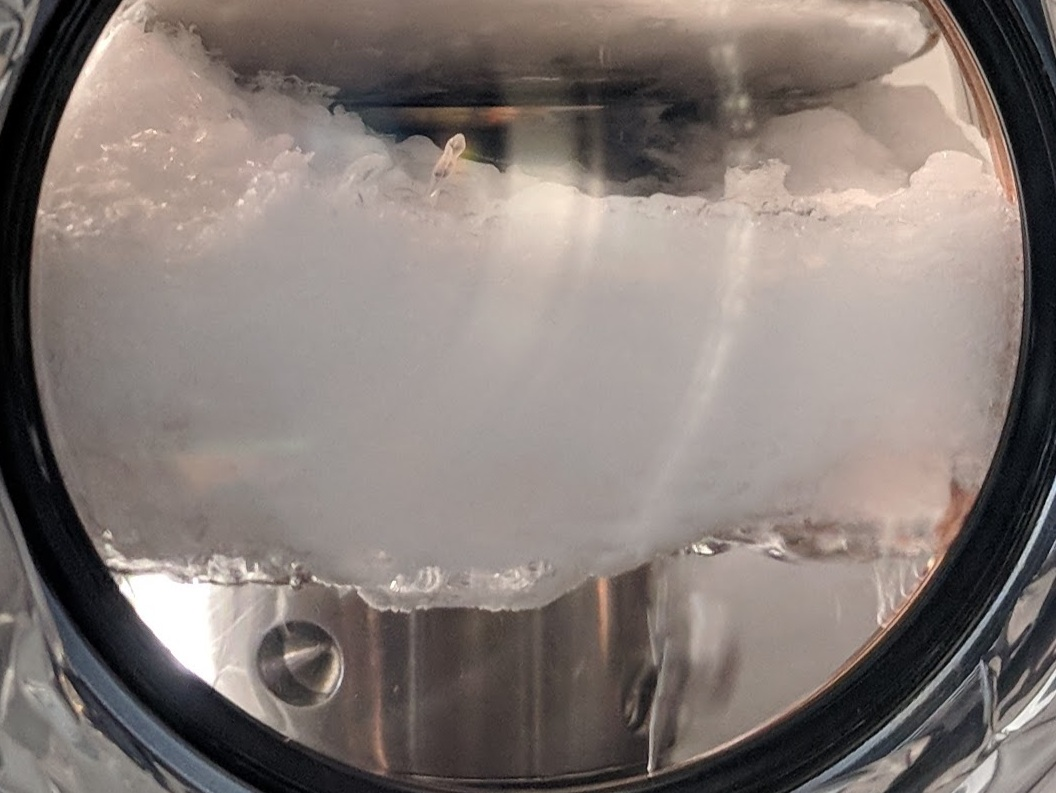
Слой твёрдого ксенона, плавающий поверх жидкого ксенона внутри высоковольтного устройства.
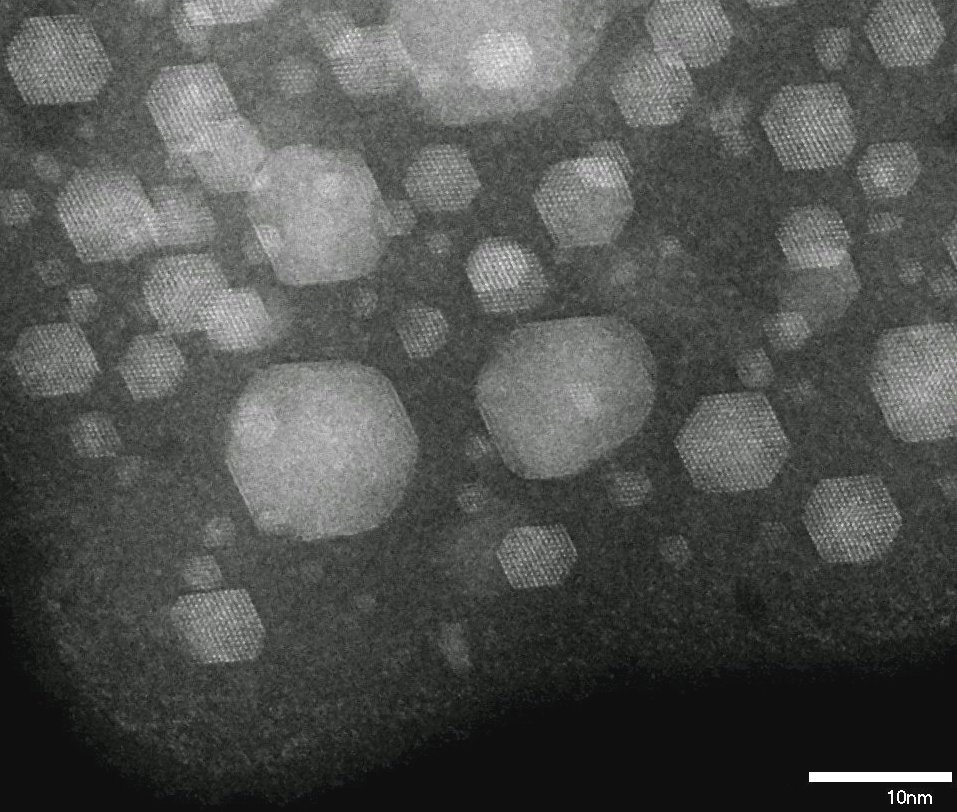
Жидкие (нехарактерные) и кристаллические твёрдые наночастицы Xe, полученные имплантацией ионов Xe+ в алюминий при комнатной температуре.
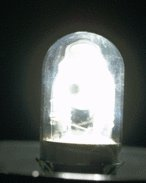
Ксеноновая лампа-вспышка (анимированная версия)
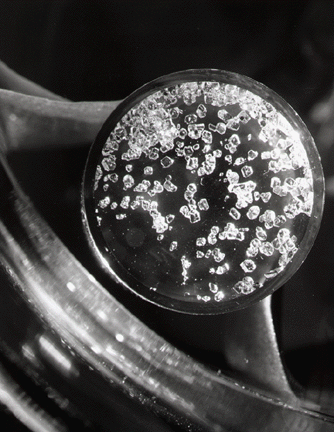
Кристаллы XeF4, 1962 г.
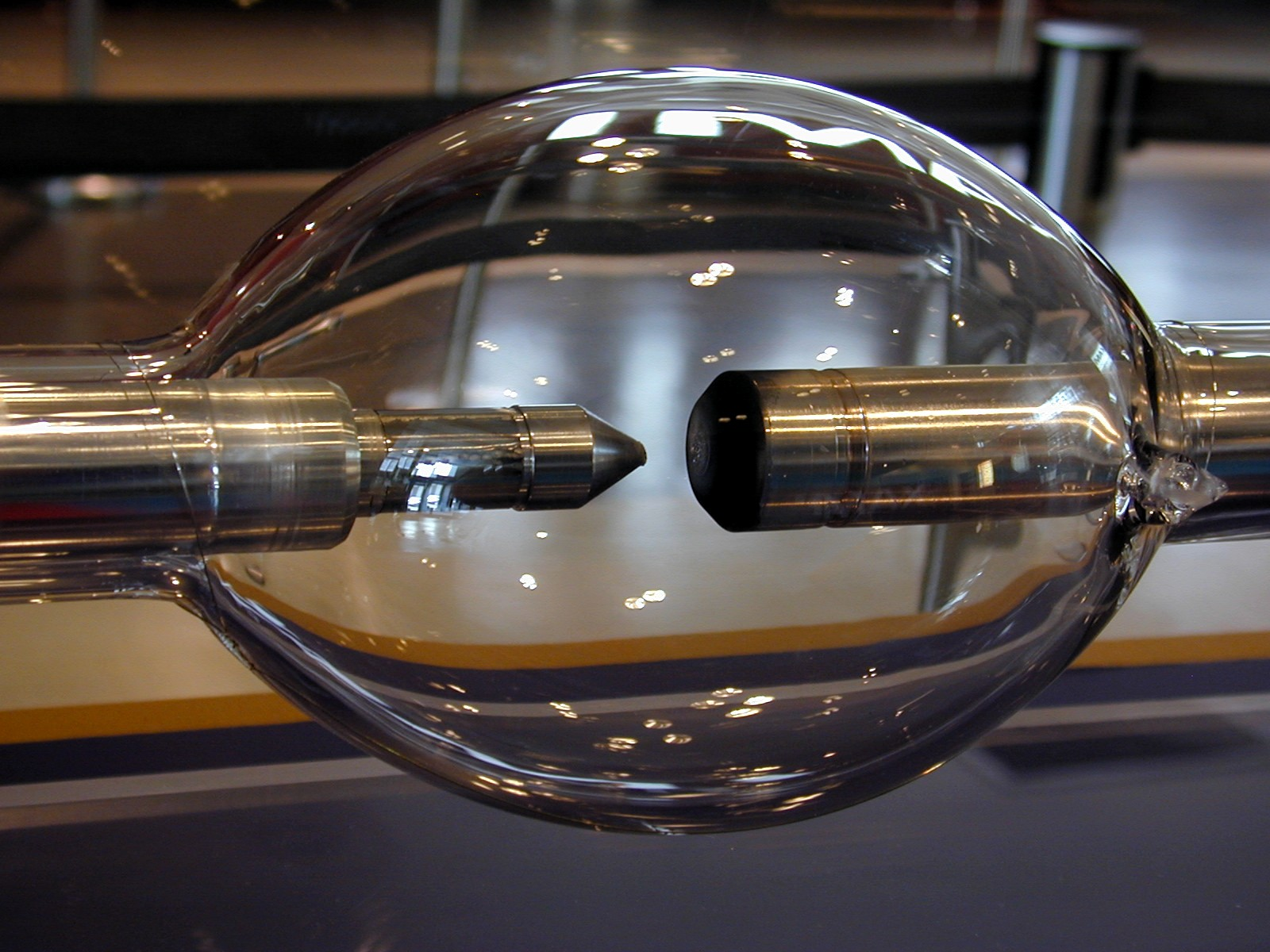
Ксеноновая лампа с короткой дугой.
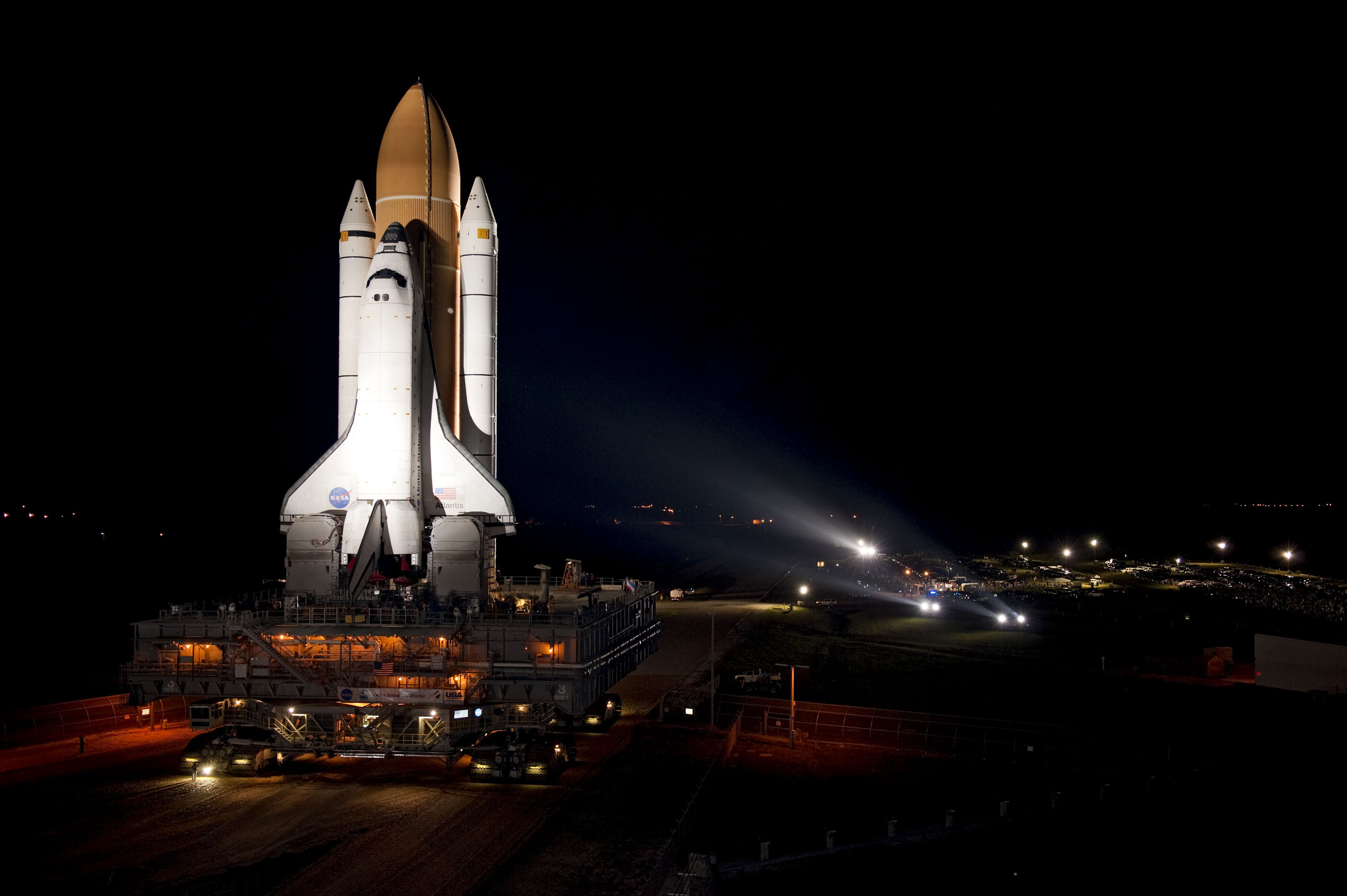
Космический шаттл Атлантис залит ксеноновыми огнями
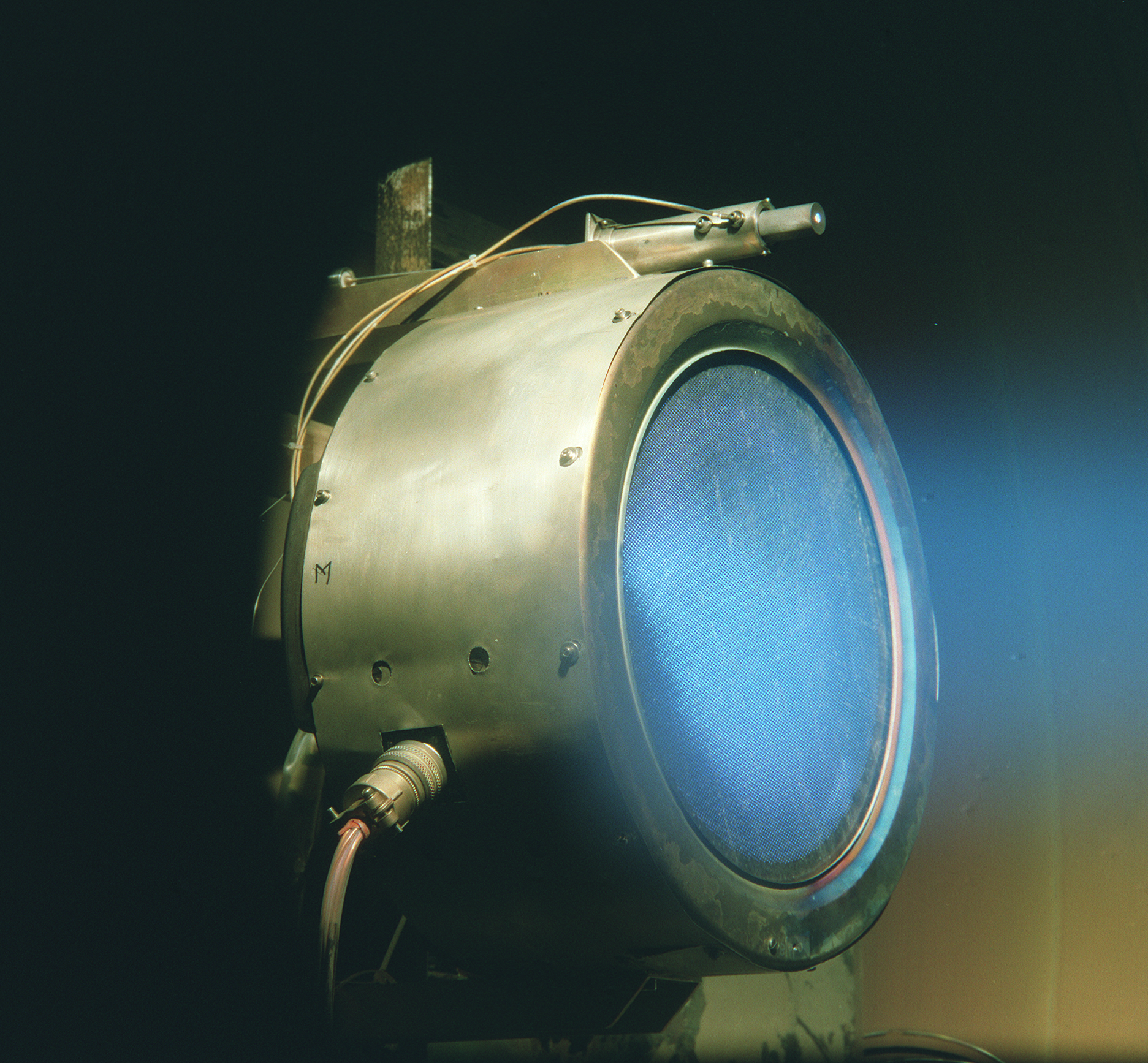
Прототип ксенонового ионного двигателя проходит испытания в Лаборатории реактивного движения НАСА